# Saint-Martial (Ardèche)
Saint-Martial – miejscowość i gmina we Francji, w regionie Owernia-Rodan-Alpy, w departamencie Ardèche.
Według danych na rok 1990 gminę zamieszkiwało 266 osób, a gęstość zaludnienia wynosiła 7 osób/km² (wśród 2880 gmin regionu Rodan-Alpy Saint-Martial plasuje się na 1362. miejscu pod względem liczby ludności, natomiast pod względem powierzchni na miejscu 127.).

## Populacja

Populacja Saint-Martial w latach 1962-2008